# Asser Rig
Pour les articles homonymes, voir Asser.
Asser Rig (mort vers 1151)  est un jarl danois du Sjælland dans l' île de Seeland.

## Biographie
Asser Rig est le fils de  Skjalm Hvide, un  riche fermier de Seeland dans sa maison duquel il est élevé avec Knud Lavard, le fils légitime du roi Erik Ejegod et de Bodil Thrugotsdatter. Après la mort de son  père vers 1114 il  hérite de sa part des biens paternels  et  devient, comme son surnom le suggère, un magnat  riche et puissant. il réside dans sa ferme de Fjennelev, située près de Ringsted dans le Sjælland, et dont l'on a retrouvé des vestiges près de l'actuel Fjänlev.
La famille d'Asser demeure très proche de la famille royale comme en témoigne son mariage avec Inger Eriksdotter (vers 1100–1157), une fille du Jarl Eric de Falster (mort vers 1145)  et de la princesse Cecilia Knutsdatter, elle même fille du roi Knut le Saint. Inger et Asser résident à  Fjenneslev  et sont les fondateurs de l'église locale (Fjenneslev Kirke) à  Sorø. Elle lui donne deux fils réputés, selon la tradition, avoir été jumeaux: Esbern Snare et Absalon vers (1128). La légende avance que les deux tours édifiées dans les contreforts de l'église témoigneraient de cette naissance gémellaire...
Après le meurtre de  Knud Lavard le 7 janvier 1131 par son cousin Magnus le Fort, Asser et ses frères organisent les  funérailles de son frère adoptif assassiné, puis, avec d'autres partisans de Knud, soutiennent le parti constitué par le demi-frère du défunt Éric Emune qui s'engage dans une guerre civile contre le roi Niels de Danemark et son fils Magnus.
Pendant le long conflit qui éclate, la veuve de Knud Lavard  Ingeborg Mstislavna et le jeune fils posthume de Knud, Valdemar, se placent sous la protection d'Asser et des siens. C'est alors qu' Esbern Snare (c. 1127–1204), et Absalon 
se lient de manière indéfectible avec le futur souverain qui sera reconnu duc de Sud-Jutland en 1147, corégent en 1154 puis enfin roi en 1157. Asser, comme ses frères, devient  moine et passe ses dernières années dans l'Abbaye de Sorø qu'il avait fondée en 1142. Il y meurt le treizième jour après l'inauguration de l'église abbatiale vers 1151 et il est inhumé dans cette dernière. Son épouse qui vivait encore  en 1157, lui avait donné outre Esbern et Absalon, une Ingefred Assersdatter (c. 1130-1160) .

## Source
- (da) Dansk biografisk Lexikon / I. Bind. Aaberg - Beaumelle / Asser Rig  p. 370